# Ruta Estatal de Alabama 47
La Ruta Estatal de Alabama 47, y abreviada SR 47 (en inglés: Alabama State Route 47) es una carretera estatal estadounidense ubicada en el estado de Alabama cruza los condados de Monroe y Wilcox. La carretera inicia en el Sur desde la US 84     en Mexia en sentido Norte hasta finalizar en la AL 10     en Awin. La carretera tiene una longitud de 69,30 km (43.06 mi).

## Mantenimiento
Al igual que las autopistas interestatales, y las rutas federales y el resto de carreteras estatales, la Ruta Estatal de Alabama 47 es administrada y mantenida por el Departamento de Transporte de Alabama por sus siglas en inglés ALDOT.

## Cruces
La Ruta Estatal de Alabama 47 es atravesada principalmente por la
AL 41     en Monroeville, AL.